# Svitlana Azarova
Pour les articles homonymes, voir Azarov.
Svitlana Azarova (ukrainien : Світлана Азарова, russe : Светлана Азарова), née le 9 janvier 1976 en République socialiste soviétique d'Ukraine, est une compositrice de musique classique contemporaine.

## Biographie
Après être sortie diplômée en enseignement musical à Izmail en 1996, Svitlana entra au conservatoire d'état A.V.Nezhdanova à Odessa où elle étudia la composition, d'abord avec Olexander Krasotov puis jusqu'à l'obtention de son diplôme de composition en 2000 avec Karmella Tsepkolenko (en).
En 2003	elle participa au programme de six mois Gaude Polonia — un programme de bourses d'études du ministère de la culture polonais, à l'Académie de musique Frédéric Chopin à Varsovie — avec Marcin Blazewicz. Plus tard la même année le Dresden Centre of Music/DZzM invita Svitlana invita à participer à un programme de bourses dans le Dresdner Tage der zeitgenössischen Musik,,.
En 2005, avec une subvention de la KulturKontakt Austria, elle choisit de participer aux neuvièmes International Academy for New Composition and Audio-Art, avec Bogusław Schaeffer et Richard Boulanger (en) (Seefeld in Tirol, Autriche).
Après cette académie, elle entra en résidence permanente à La Haye et en 2006 elle commença des études post-universitaires au conservatoire d'Amsterdam avec Theo Loevendie.

## Compositions
- 2019
  - Hoc Vinces! pour grand orchestre
- 2015-2016
  - Momo ou l'étrange histoire des voleurs de temps et de l'enfant qui rendit aux gens le temps qui leur avait été volé opéra en deux actes pour grand orchestre, chorale et solistes. Basé sur le roman Momo (roman) de Michael Ende; Commande du Opera Royal Danois, première mondiale le 15 octobre 2017 sur la grande scène de l'Opéra de Copenhague (Holmen).
- 2014
  - Hundred thirty one Angstrom symphonie pour grand orchestre
- 2013
  - Concerto Grosso pour violon, alto et orchestre à cordes
- 2011
  - Mover of the Earth, Stopper of the Sun pour orchestre symphonique (ouverture), commandé par l'ONDIF[5],[6]
  - I fell into the sky... pour alto
- 2010
  - Pure thoughts transfixed symphonie pour grand orchestre[7],[8],[9],[10]
- 2008
  - Beyond Context pour orchestre de chambre, commandé par le Polish Institute de Kiev[11]
  - From this kind... pour chœur, cuivres et percussions sur des paroles de Oksana Zabuzhko
- 2007
  - 300 steps above pour carillon
  - Trojaborg pour clarinette solo[12]
  - Epices pour soprano, clarinette basse, trompette, perc., piano, violon[13]
  - Un cortado para Michel pour traverso et piste audio
  - Onderdrukte Haast (Suppressed Haste) pour quintette de cuivres
  - On Tuesdays pour ensemble sur des paroles de Daniil Harms